# Neraïdóvryssi
Neraïdóvryssi (grec moderne : Νεραϊδόβρυση) est une localité située dans le dème de Messíni, dans le district régional de Messénie, dans la périphérie du Péloponnèse, en Grèce.
Selon le recensement de 2021, elle compte 0 habitants.